# Омотчени
Омотчени (на гръцки: Λιβαδοτόπιοτες, Ливадотопиотес) са жителите на село Омотско (Ливадотопи), Гърция. Това е списък на най-известните от тях.

## Родени в Омотско
А – Б – В – Г – Д –
Е – Ж – З – И – Й —
К – Л – М – Н – О —
П – Р – С – Т – У —
Ф – Х – Ц – Ч – Ш —
Щ – Ю – Я

### А
- Андрея (около 1741 – ?), български строител, преселил се в Брацигово в 1791 година, представител на Брациговската архитектурно-строителна школа[1]
- Атанас (Насе) Глухче (около 1756 – ?), български майстор строител, преселил се в Брацигово през 1791 година, участвал в реконструкцията на Рилския манастир в 1816 – 1819 г.[1]
- Атанас Мечкарин (около 1786 – 1845), български майстор строител

### Б
- Бинко (около 1740 – ?), български майстор строител, преселил се в Брацигово в 1791 година, участвал в реконструкцията на Рилския манастир в 1816 – 1819 г.[1]
- Бойчо (около 1761 – ?), български строител, преселил се в Брацигово в 1791 година, представител на Брациговската архитектурно-строителна школа[1]
- Буро (около 1740 – ?), български майстор строител, преселил се в Брацигово в 1791 година, участвал в реконструкцията на Рилския манастир в 1816 – 1819 г.[1]

### В
- Ванчо Устабаши (около 1716 – ?), български майстор строител, преселил се в Брацигово в 1791 година, участвал в построяването на моста на Марица в Татар Пазарджик[1]
- Велю (около 1756 – ?), български майстор строител, преселил се в Брацигово в 1791 година, участвал в реконструкцията на Рилския манастир в 1816 – 1819 година[1]

### Г
- Гюро (около 1731 – ?), български майстор строител, преселил се в Брацигово в 1791 година, участвал в построяването на моста на Марица в Татар Пазарджик[1]

### Д
- Дамче (около 1721 – ?), български майстор строител, преселил се в Брацигово в 1791 година, построил си воденица в града в 1819 г.[1]
- Дзано (около 1740 – ?), български майстор строител, преселил се в Брацигово в 1791 година, участвал в реконструкцията на Рилския манастир в 1816 – 1819 година[1]
- Диман (около 1761 – ?), български майстор строител, преселил се в Брацигово в 1791 година, участвал в реконструкцията на Рилския манастир в 1816 – 1819 година[1]
- Димир (около 1756 – ?), български майстор строител, преселил се в Брацигово в 1791 година, участвал в реконструкцията на Рилския манастир в 1816 – 1819 година[1]
- Димко (около 1761 – ?), български строител, преселил се в Брацигово в 1791 година, представител на Брациговската архитектурно-строителна школа[1]
- Дуко (около 1726 – ?), български строител, преселил се в Брацигово в 1791 година, представител на Брациговската архитектурно-строителна школа[1]
- Дюнко (около 1756 – ?), български майстор строител, преселил се в Брацигово в 1791 година, участвал в реконструкцията на Рилския манастир в 1816 – 1819 година[1]

### З
- Зога (около 1726 – ?), български майстор строител, преселил се в Брацигово в 1791 година, участвал в построяването на моста на Марица в Татар Пазарджик[1]

### И
- Игнат (около 1756 – ?), български майстор строител, преселил се в Брацигово в 1791 година, участвал в реконструкцията на Рилския манастир в 1816 – 1819 година[1]
- Илчо (около 1752 – ?), български строител, преселил се в Брацигово в 1791 година, представител на Брациговската архитектурно-строителна школа[1]
- Исидор (Сидор, около 1756 – ?), български майстор строител, преселил се в Брацигово в 1791 година, участвал в реконструкцията на Рилския манастир в 1816 – 1819 година[1]

### Й
- Йорго (около 1716 – ?), български майстор строител, преселил се в Брацигово в 1791 година, участвал в построяването на моста на Марица в Татар Пазарджик[1]

### К
- Къню (около 1745 – ?), български строител, преселил се в Брацигово в 1791 година, представител на Брациговската архитектурно-строителна школа[1]
- Кърле (около 1761 – ?), български строител, преселил се в Брацигово в 1791 година, представител на Брациговската архитектурно-строителна школа[1]
- Кътю Шаваник (около 1751 – ?), български майстор строител, преселил се в Брацигово в 1791 година, участвал в реконструкцията на Рилския манастир в 1816 – 1819 година[1]

### М
- Манол (Нольо, около 1761 – ?), български майстор строител, преселил се в Брацигово в 1791 година, участвал в реконструкцията на Рилския манастир в 1816 – 1819 година[1]
- Марко Зисо (около 1736 – ?), български майстор строител
- Михал (около 1761 – ?), български строител, преселил се в Брацигово в 1791 година, представител на Брациговската архитектурно-строителна школа[1]
- Михо Копаран (около 1721 – ?), български строител, преселил се в Брацигово в 1791 година, представител на Брациговската архитектурно-строителна школа[1]
- Мишо Кьормишо (около 1751 – ?), български майстор строител, преселил се в Брацигово в 1791 година, участвал в реконструкцията на Рилския манастир в 1816 – 1819 година[1]

### Н
- Насе Глухче (около 1756 – ?), български майстор строител, преселил се в Брацигово в 1791 година, участвал в реконструкцията на Рилския манастир в 1816 – 1819 година[1]
- Нано (около 1761 – ?), български майстор строител, преселил се в Брацигово в 1791 година, участвал в реконструкцията на Рилския манастир в 1816 – 1819 година[1]
- Недялко (около 1761 – ?), български майстор строител, преселил се в Брацигово в 1791 година, участвал в реконструкцията на Рилския манастир в 1816 – 1819 година[1]
- Никола (Коле) Галювичин – Гюлемет (около 1746 – ?), български майстор строител, преселил се в Брацигово в 1791 година, участвал в реконструкцията на Рилския манастир в 1816 – 1819 година[2][1]
- Нольо (около 1761 – ?), български майстор строител, преселил се в Брацигово в 1791 година, участвал в реконструкцията на Рилския манастир в 1816 – 1819 г.[1]

### П
- Петко Гърнето (около 1761 – ?), български майстор строител, преселил се в Брацигово в 1791 година, участвал в реконструкцията на Рилския манастир в 1816 – 1819 година[1]

### Р
- Ройко (около 1756 – ?), български майстор строител, преселил се в Брацигово в 1791 година, участвал в реконструкцията на Рилския манастир в 1816 – 1819 година[1]

### С
- Саво (около 1745 – ?), български майстор строител, преселил се в Брацигово в 1791 година, участвал в реконструкцията на Рилския манастир в 1816 – 1819 година[1]
- Серафим (около 1756 – ?), български майстор строител, преселил се в Брацигово в 1791 година, участвал в реконструкцията на Рилския манастир в 1816 – 1819 година[1]
- Сидо (около 1761 – ?), български строител, преселил се в Брацигово в 1791 година, представител на Брациговската архитектурно-строителна школа[1]
- Сотир (Соте, около 1745 – ?), български майстор строител, преселил се в Брацигово в 1791 година, участвал в реконструкцията на Рилския манастир в 1816 – 1819 година[1]
- Стамен (около 1740 – ?), български майстор строител, преселил се в Брацигово в 1791 година, участвал в реконструкцията на Рилския манастир в 1816 – 1819 година[1]
- Стерю Арнаут (около 1741 – ?), български строител, преселил се със семейството си в Брацигово в 1791 година, представител на Брациговската архитектурно-строителна школа[1]

### Т
- Танчо Бюлюк (около 1751 – ?), български строител, преселил се в Брацигово в 1791 година, представител на Брациговската архитектурно-строителна школа[1]
- Толю Карабайрактар (около 1751 – ?), български майстор строител, преселил се в Брацигово в 1791 година, участвал в реконструкцията на Рилския манастир в 1816 – 1819 година[1]

### Ф
- Фильо (около 1731 – ?), български майстор строител, преселил се в Брацигово в 1791 година, участвал в построяването на моста на Марица в Татар Пазарджик[1]

### Х
- Христо Гърнето (около 1730 – ?), български майстор строител

### Ц
- Цапко (около 1751 – ?), български майстор строител, преселил се в Брацигово в 1791 година, участвал в реконструкцията на Рилския манастир в 1816 – 1819 година[1]
- Цапко (около 1756 – ?), български майстор строител, преселил се в Брацигово в 1791 година, участвал в реконструкцията на Рилския манастир в 1816 – 1819 година[1]
- Цильо Кацар (около 1761 – ?), български строител, преселил се в Брацигово в 1791 година, представител на Брациговската архитектурно-строителна школа[1]
- Цойко (около 1740 – ?), български майстор строител, преселил се в Брацигово в 1791 година, участвал в реконструкцията на Рилския манастир в 1816 – 1819 година[1]

### Ч
- Чока (около 1756 – ?), български майстор строител, преселил се в Брацигово в 1791 година, участвал в реконструкцията на Рилския манастир в 1816 – 1819 година[1]

### Щ
- Щерю Арнаут (1786 – 1860), български майстор строител

## Свързани с Омотско
- Арнаудови, голям български хасковски род, по произход от Омотско
- Боян Кънев (1895 – 1968), български инженер, роден във Варна, по произход от Омотско
- Васил Гюлеметов (1889 – 1948), български писател, по произход от Омотско
- Георги Ангелов Глухчев (1 декември 1902 – 28 август 1944), български комунист по произход от Омотско; роден в Брацигово; секретар на БКМС в Брацигово от 1919 година; участва в подготовката на въстание през лятото на 1923 година и в състава на Брациговската чета, сражава се с войска на 17 септември 1923 година край Брацигово; след разгрома на Септемврийското въстание е арестуван заедно с още 12 души и отведен за разстрел, ранен успява да избяга и през Югославия заминава за СССР; завършва висше образование и е на партийна работа; на път за България в групата на Станке Димитров загива в самолетна катастрофа край Брянск[3]
- Данаил Гюлеметов (1873 – 1948), български учител, по произход от Омотско
- Кирил Гюлеметов (1885 – 1913), български поет, по произход от Омотско
- Кирил Гюлеметов (1938 – 2004), български художник, по произход от Омотско
- Никола Кънев (1866 – 1922), български политик, роден в Брацигово, по произход от Омотско
- Радан Кънев (р. 1975), български политик, роден в София, по произход от Омотско
- Страшимир Димитров Димитров Мишекопаранов, български комунист, по произход от Омотско, роден на 20 юли 1904 година в Брацигово, член на БКМС от 1921 година, в СССР от 1925 година, член на ВКП (б) от 1926 година, арестуван през 1937 година в Ленинград, загинал, посмъртно реабилитиран с решение на Военната колегия на Върховния съд на СССР, 4 април 1956 година[4]
- Христо Гюлеметов – Бонбона (1899 – 1924), български комунист, по произход от Омотско
- Христо Гюлеметов – Чибис (1885 – 1956), български комунист, по произход от Омотско
- Христо Мишев (1932 – 1989), български политик, роден в Брацигово, по произход от Омотско